# Thomictis ephorista
Thomictis ephorista är en fjärilsart som beskrevs av Edward Meyrick 1920. Thomictis ephorista ingår i släktet Thomictis och familjen äkta malar.
Artens utbredningsområde är Guyana. Inga underarter finns listade i Catalogue of Life.